# Eugen Hermann Plümacher

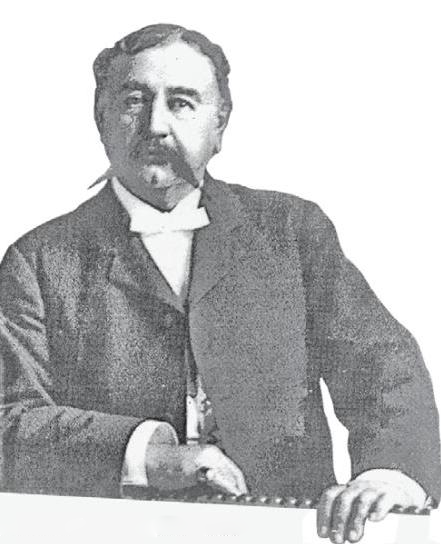
Eugen Hermann Plümacher 1838–1910

Eugen Hermann Plümacher (7. März 1838 in Elberfeld – 25. September 1910 in Washington D.C.) war von 1877 bis 1890 amerikanischer Konsul in Maracaibo (heute Teil von Venezuela). Er begann seine Karriere als Kapitän zur See, diente später als Oberst in der Unionsarmee im Sezessionskrieg der Vereinigten Staaten und arbeitete als Universitätsprofessor in Nashville.

## Lebenslauf
Plümacher wurde 1838 in Preußen geboren. Er arbeitete als Schiffskapitän, lebte 1850 in Rotterdam. Im Jahre 1863 wanderte er nach Schaffhausen aus und heiratete die Philosophin Olga Marie Pauline Hünerwadel; sie hatten zwei Kinder. Die Familie wanderte später in die USA aus, wo er an der Gründung der Schweizer Kolonie Gruetli, Tennessee, mitwirkte. Während des amerikanischen Bürgerkriegs diente er als Oberst in der Unionsarmee.
Später überlebte er einen Gelbfieberanfall und berichtete über Unruhen und Konflikte in Maracaibo, das heute zu Venezuela gehört. Er studierte die Krankheiten Lepra und Aussatz und postulierte, dass es sich um eine Erbkrankheit handele. Er arbeitete auch als Universitätsprofessor an der Vanderbilt-Universität in Tennessee.
Die Zeitung Inter Ocean berichtete 1903 darüber, wie Plümacher andere davon abhielt, sich als Nachfolger um den Konsulsposten zu bewerben, indem er auf die tödlichen Krankheiten und Gefahren hinwies, die mit dem Posten verbunden waren. Plümacher korrespondierte mit Dr. Charles Sajous. In seinen Memoiren geht er auf verschiedene Aspekte des Lebens in Maracaibo ein.
Plümacher schied 1910 aus seinem Amt als Konsul aus und starb am 25. September desselben Jahres in Washington, D.C. Er wurde auf dem Glenwood-Friedhof in Washington, D.C. beigesetzt.